# Ервін фон Лагузен
Ервін Генріх Рене Лагузен, Едлер фон Вівремонт (нім. Erwin Heinrich René Lahousen, Edler von Vivremont; 25 жовтня 1897, Відень — †24 лютого 1955, Інсбрук) — австрійський воєначальник, який служив також в армії Третього рейху.

## Біографія
Батько Лахузена, за походженням з Північної Німеччини, дослужився до високих військових чинів в армії Австро-Угорщини і в 1880 отримав дворянське звання. Ервін Лахузен продовжив військову кар'єру батька, вступивши 1913 в Терезіанську військову академію і вже після двох років навчання, 18 серпня 1915 року, в неповних 18 років, отримав чин лейтенанта і був направлений в піхотний полк, дислокований у Лінці. За час Першої світової війни брав участь у військових діях в Італії, був двічі поранений.

### Служба в розвідці Австрії (1935—1938)
Продовживши після закінчення війни армійську кар'єру, Лахузен в кінці 1935 був призначений в Службу інформації (тобто військову розвідку) Генерального штабу Австрії і став одним із творців і фактичним керівником австрійської розвідки. Після аншлюсу Австрії (1938) разом зі своїм відділом був переведений на службу в абвер і призначений заступником начальника 1-го відділу абверу (розвідка) полковника Ганса Пікенброка.

### Служба вАбвері(1939—1945)
З 1939 року начальник 2-го відділу абверу (диверсії і саботаж), в його підпорядкуванні також був полк Бранденбург-800.

#### Співпраця зОУНпо створеннюВійськових Відділів Націоналістів(1939)
У червні 1939 р. між ОУН та німецькою військовою розвідкою було укладено угоду про створення українського диверсійного підрозділу, який мав бути переправлений у Польщу з території Словаччини або повітряним шляхом через Східну Прусію, і під час вибуху антипольського повстання у Східній Галичині мав посилити його учасників. Формування підрозділу було доручено шефу 2 управління Ервіну фон Лагузену, а його статус було визначено як «спеціальний загін (або спеціальна група) особливого застосування».
Протягом 13 червня — 3 липня 1939 р. між представником ОУН Романом Сушком («Сичем») та Ервіном фон Лагузеном відбулася низка зустрічей, на яких обговорювалися питання створення та вишколу Легіону.
Німецька сторона була зацікавлена в існуванні такого українського підрозділу передовсім через пропагандивний ефект. Натомість українські націоналісти отримали реальний шанс долучитись до військових операцій Вермахту.
У 1943 році замінений полковником В. фон Фрейтаг-Лорінгофеном і призначений командиром 41-го гренадерського полку на радянсько-німецькому фронті.
З грудня 1944 року — начальник розвідувального бюро 17-го воєнного округу (Відень).
У травні 1945 року заарештований американськими військами, і перебував в особливому центрі Бад-Ненндорф. Співпрацював з американською розвідкою. Виступав як свідок звинувачення на Нюрнберзькому процесі і незабаром був звільнений. Жив у Австрії.

## Звання

### Австрійська армія
- Лейтенант (18 серпня 1915)
- Обер-лейтенант (1 травня 1917)
- Гауптман (8 липня 1921)
- Майор (25 серпня 1933)
- Оберст-лейтенант Генштабу (8 червня 1936)

### Вермахт
- Майор (37 липня 1938)
- Оберст-лейтенант (20 квітня 1939)
- Оберст (1 січня 1941)
- Генерал-майор (1 січня 1945)

## Нагороди

### Перша світова війна
- Військовий Хрест Карла
- Хрест «За військові заслуги» (Австро-Угорщина) 3-го класу з військовою відзнакою і мечами
- Медаль «За поранення» (Австро-Угорщина) з двома смугами
- Медаль «За відвагу» (Гессен)

### Міжвоєнний період
- Пам'ятна військова медаль (Австрія) з мечами
- Хрест «За вислугу років» (Австрія) 2-го класу для офіцерів (25 років)
- Хрест «За військові заслуги» (Австрія) 3-го класу (30 січня 1937)
- Пам'ятна військова медаль (Угорщина)
- Почесний хрест ветерана війни з мечами
- Медаль «За вислугу років у Вермахті» 4-го, 3-го і 2-го класу (18 років)

### Друга світова війна
- Хрест Воєнних заслуг 2-го і 1-го класу з мечами
- Залізний хрест 2-го і 1-го класу
- Німецький хрест
  - в сріблі (15 вересня 1943)
  - в золоті (20 липня 1944)
- Нагрудний знак «За поранення» в сріблі
- Орден Зірки Румунії, командорський хрест з мечами